# Alessia Polieri
Alessia Polieri (Castel San Pietro Terme, 21 oktober 1994) is een Italiaanse zwemster.

## Carrière
Bij haar internationale debuut, op de Europese kampioenschappen kortebaanzwemmen 2010 in Eindhoven, veroverde Polieri de zilveren medaille op de 200 meter vlinderslag, daarnaast eindigde ze als vijfde op de 100 meter vlinderslag en als achtste op de 400 meter wisselslag. Tijdens de wereldkampioenschappen kortebaanzwemmen 2010 in Dubai eindigde de Italiaanse als achtste op de 200 meter vlinderslag, op de 100 meter vlinderslag werd ze uitgeschakeld in de halve finales.
Op de wereldkampioenschappen zwemmen 2011 in Shanghai strandde Polieri op al haar afstanden in de series. In Szczecin nam de Italiaanse deel aan de Europese kampioenschappen kortebaanzwemmen 2011. Op dit toernooi eindigde ze als zesde op de 400 meter wisselslag en als negende op de 200 meter vlinderslag, op de 100 meter vlinderslag werd ze uitgeschakeld in de halve finales.

## Internationale toernooien
| Jaar | Olympische Spelen | WK langebaan                                                 | WK kortebaan                             | EK langebaan  | EK kortebaan                                                |
| ---- | ----------------- | ------------------------------------------------------------ | ---------------------------------------- | ------------- | ----------------------------------------------------------- |
| 2010 |                   |                                                              | 14e 100m vlinderslag 8e 200m vlinderslag | geen deelname | 5e 100m vlinderslag · 200m vlinderslag · 8e 400m wisselslag |
| 2011 |                   | 27e 200m vlinderslag 27e 200m wisselslag 18e 400m wisselslag |                                          |               | 13e 100m vlinderslag 9e 200m vlinderslag 6e 400m wisselslag |

## Persoonlijke records
Bijgewerkt tot en met 17 augustus 2011

### Kortebaan
| Afstand          | Tijd    | Datum            | Plaats   |
| ---------------- | ------- | ---------------- | -------- |
| 100m vlinderslag | 58,05   | 18 december 2010 | Dubai    |
| 200m vlinderslag | 2.05,69 | 15 december 2010 | Dubai    |
| 200m wisselslag  | 2.10,31 | 25 maart 2011    | Riccione |
| 400m wisselslag  | 4.34,20 | 26 maart 2011    | Riccione |

### Langebaan
| Afstand          | Tijd    | Datum            | Plaats   |
| ---------------- | ------- | ---------------- | -------- |
| 100m vlinderslag | 1.00,15 | 17 juni 2011     | Rome     |
| 200m vlinderslag | 2.09,65 | 17 augustus 2011 | Lima     |
| 200m wisselslag  | 2.14,37 | 17 april 2011    | Riccione |
| 400m wisselslag  | 4.41,88 | 15 april 2011    | Riccione |